# LUXE.TV
LUXE.TV è un canale televisivo lussemburghese dedicato interamente al mondo del lusso.
Trasmette programmi di prodotti, sfilate, tendenze, boutique, inaugurazioni, monografie e grandi eventi, reportage e magazine.
La sede principale dell'emittente è in Lussemburgo ma dispone di équipe e uffici sparsi in tutto il mondo.

## Storia
A metà ottobre del 2010 il canale a causa di grossi problemi di insolvenza viene dichiarato in bancarotta, assieme alla società che lo controllava DVL.TV S.A.. Sergey Pugachyov perde quindi il controllo della società e il canale termina le trasmissioni (anche se la produzione di esse era già ferma da agosto). Il processo di liquidazione e l'intero canale viene preso in mano da Jean Stock (uno dei due fondatori) che prende la direzione del canale.
Il 15 novembre il tribunale distrettuale del Lussemburgo accorda l'acquisto ad Opuntia che acquista i beni della società, il marchio e l'intera programmazione.
Nonostante questo in Italia il marchio dal dicembre 2010 ha smesso di trasmettere e non ci sono notizie riguardo ad una ripresa delle trasmissioni.
Il canale era presente all'interno del bouquet Sky al canale 480 (fino al 4 luglio 2008 era invece disponibile sul canale 817).